# Eileen Atkins
Eileen June Atkins, född 15 juni 1934 i  Lower Clapton, Hackney, London, är en brittisk skådespelare. Hon skapade tillsammans med Jean Marsh TV-serien Herrskap och tjänstefolk. 1978 tilldelades hon Drama Desk Award för bästa kvinnliga biroll för sin roll som Marie David i Broadwayuppsättningen av Per Olov Enquists Tribadernas natt.

## Filmografi i urval
- 1983 – Påklädaren
- 1994 – Wolf
- 1998 – Hämnarna
- 2001 – Gosford Park
- 2003 – Allt en tjej vill ha
- 2003 – Åter till Cold Mountain
- 2004 – The Queen of Sheba's Pearls
- 2004 – Vanity Fair
- 2006 – Ask the Dust
- 2007 – Cranford (TV-serie)
- 2007 – Ballet Shoes
- 2010 – Robin Hood
- 2010 – Upstairs Downstairs (TV-serie)
- 2011–2019 – Doc Martin (TV-serie)
- 2016 – The Crown (TV-serie)
- 2017 – Paddington 2

## Teater

### Roller (ej komplett)
| År   | Roll        | Produktion                             | Regi         | Teater                                |
| ---- | ----------- | -------------------------------------- | ------------ | ------------------------------------- |
| 1967 | Lika        | The Promise Aleksej Arbuzov            | Frank Hauser | Henry Miller's Theatre, New York, USA |
| 1977 | Marie David | Night of the Tribades Per Olov Enquist | Michael Kahn | Helen Hayes Theatre, New York         |